# Хвойник хвощёвый
Хво́йник хвощёвый, или Эфе́дра хвощовая (ранее использовалась написание «хвощёвая»), или Эфедра го́рная (лат. Ephédra equisetína), — вид кустарников рода Хвойник (Ephedra) монотипного семейства Хво́йниковые, или Эфедровые (Ephedraceae).

## Распространение и экология
В природе ареал вида охватывает Кавказ, заволжские районы юго-востока европейской части России, Западную Сибирь, горы Средней Азии, Восточный Тянь-Шань, Монголию и Китай.
Типично горное растение, приуроченное преимущественно к горно-степному, горно-лесному и субальпийскому поясам. Произрастает на каменистых участках, щебнистых осыпях и в расщелинах скал на высоте 1000—1800 м над уровнем моря, где укореняется благодаря мощной корневой системе. Образует негустые, но обширные заросли. Требователен к свету. Способен размножаться вегетативно, делением кустов.

## Ботаническое описание
Многолетний, густоветвистый кустарник высотой до 1—1,5 м. Корень толстый, длинный, ветвистый. Стебель одиночный или в числе нескольких, толстый, от основания ветвистый, деревенеющий, серый; веточки вверх направленные, прямые, торчащие, диаметром 1,5—2 мм, членистые, гладкие, зелёные, тонко бороздчатые, с междоузлиями до 2 см.
Листья в числе двух, чешуйчатые, супротивные, сросшиеся у основания, вверху короткотреугольные, редуцированные до влагалищ, лишённых хлорофилла. Хлоропласты расположены в клетках коры молодых, неодревесневших стеблей.
Мужские колоски одиночные или в числе двух-трёх, длиной 4—5 мм, скученные, расположены вдоль веточек, двух-четырёхцветковые, почти шаровидные; наружные прицветники округло-овальные, притуплённые, в основании на одну треть спайные, тонкие, внутренние — округлые, более длинные, с едва выставляющейся пыльниковой колонкой; пыльники в числе шести-восьми, почти сидячие, очень редко с короткими нитями. Женские колоски расположены, как и пыльниковые, на ножках длиной в 1—2 мм, одноцветковые; прицветников две-три пары, нижние широкоовальные, по краю узкоперепончатые, на одну треть спайные, внутренние — на две трети снизу спайные. Опыляется ветром.
Плоды — красные или оранжевые, мясистые, шаровидные удлинённые односемянные ягоды (шишкоягоды), длиной 6—7 мм. Семена округлые, с обеих сторон выпуклые, длиной 4—6 мм.
Цветение в мае-июне. Семена достигают полной спелости в июле, шишкоягоды опадают в сентябре.

## Хозяйственное значение и применение
Играет важную роль в закреплении осыпей.
В побегах содержится до 11 % танинов, которые можно использовать для получения дубильных экстрактов. Возможен совмещённый технологический процесс получения из одного и того же сырья медицинских и дубильных препаратов.
Золу стеблей хвойника хвощёвого в Казахстане и Средней Азии изредка добавляют в жевательный «табак» — насвай.

### Химический состав
Все части растения содержат эфедрин и псевдоэфедрин.

### Медицинское применение
В качестве лекарственного сырья используют траву — верхушечные неодревесневшие части ветвей — хвойника хвощевого (лат. Herba Ephedrae equisetinae), которую заготавливают ранней весной и в летне-осенний период. Трава содержит 1,5—3 % алкалоидов.
Из сырья получают препараты «Эфедрина гидрохлорид» и «Дефедрин», которые применяют при бронхиальной астме, крапивнице, гипотонии, ринитах. Эфедрин ослабляет действие наркотиков и употребляется при наркотическом отравлении (Скорее при наркотической абстиненции). Эфедрина гидрохлорид входит в состав комплексных препаратов «Теофедрин», «Эфатин», «Солутан».

## Таксономия
Вид Хвойник хвощёвый входит в род Хвойник (Ephedra) монотипного семейства Хвойниковые (Ephedrales) монотипного порядка Хвойниковые (Ephedrales).
|                                             |                   |                                               |                        |             |  |  |  |  |                      |  | ещё более 65 видов |
|                                             |                   |                                               |                        |             |  |  |  |  |                      |  |                    |
| монотипный порядок Хвойниковые (Ephedrales) |                   | монотипное семейство Хвойниковые (Ephedrales) |                        | род Хвойник |  |  |  |  |                      |  |                    |
| монотипный порядок Хвойниковые (Ephedrales) |                   |                                               |                        | род Хвойник |  |  |  |  |                      |  |                    |
|                                             | отдел Гнетовидные |                                               |                        |             |  |  |  |  | вид Хвойник хвощёвый |  |                    |
|                                             | отдел Гнетовидные |                                               |                        |             |  |  |  |  | вид Хвойник хвощёвый |  |                    |
|                                             |                   |                                               | ещё 2 порядка растений |             |  |  |  |  |                      |  |                    |
|                                             |                   |                                               |                        |             |  |  |  |  |                      |  |                    |